# کالیبان (قمر)
کالیبان (به انگلیسی: Caliban) دومین قمر بزرگ مخالف‌گرد نامنظم اورانوس است.  این قمر در ۶ سپتامبر ۱۹۹۷ توسط برت جی. گلادمن، فیلیپ دی. نیکلسون، جوزف ای. برنز و جان جی. کاولارز با استفاده از تلسکوپ ۲۰۰ اینچی هیل همراه قمر با سیکوراکس کشف شد و نام موقت S/1997 U1 به آن داده شد. 
قمر کالیان که با نام اورانوس XVI, مورد تأیید قرار گرفته از نام شخصیت هیولا در نمایشنامه طوفان اثر ویلیام شکسپیر گرفته شده‌است.